# Santo Stefano alla Lizza

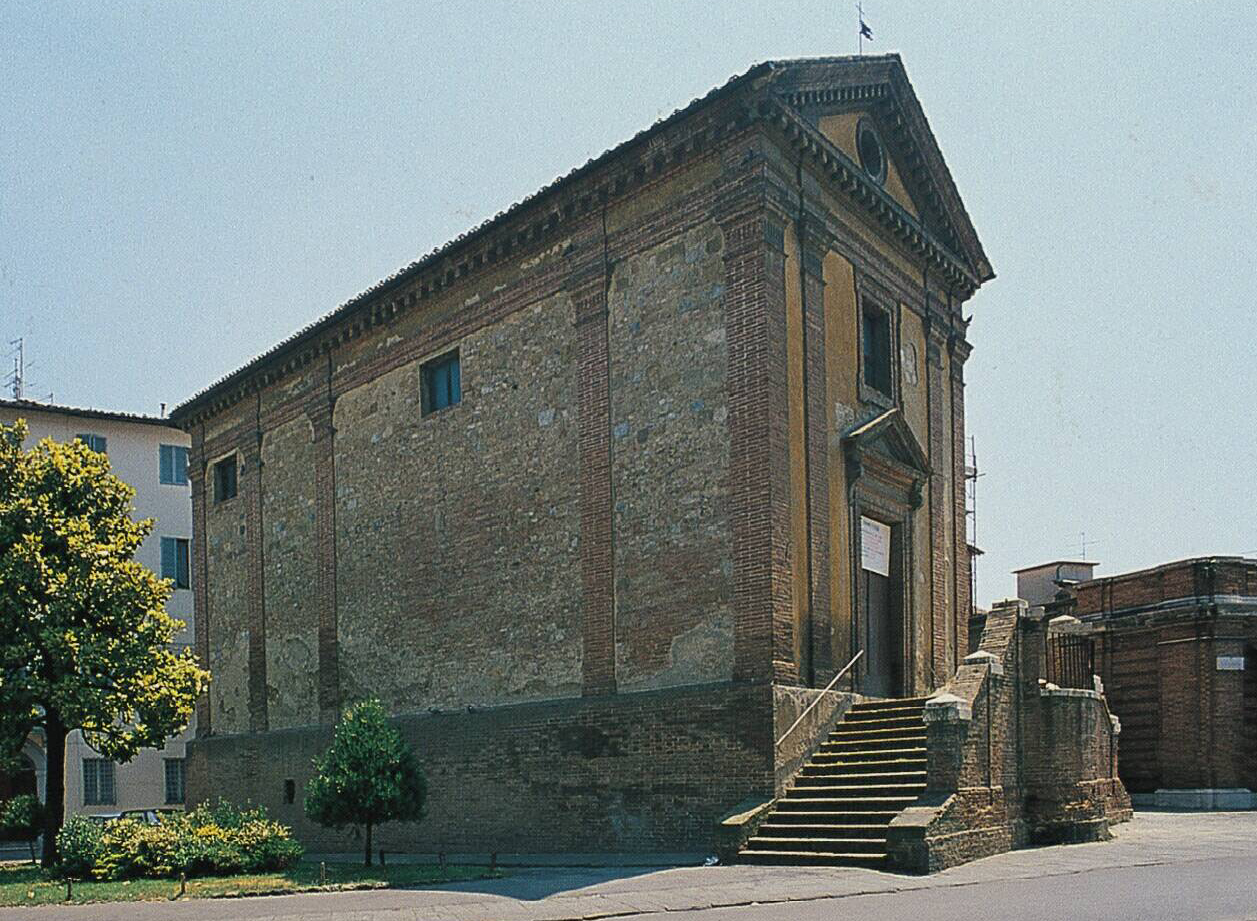
Kerk van Santo Stefano alla Lizza.

Santo Stefano alla Lizza was een rooms-katholieke kerk gelegen aan de Via dei Gazzani, in Siena. De kerk werd gedeconsacreerd in 2009 en wordt sindsdien niet meer gebruikt voor de eredienst, maar werd heringericht voor het organiseren van vergaderingen en concerten. Sedert 2013 is de Opera van Siena in de vroegere kerk gevestigd. De specificatie “alla Lizza” is afkomstig van het plein waaraan de kerk vroeger lag, Lizza genoemd, omdat het aan het einde van de zestiende eeuw gebruikt werd voor ruitertornooien en oefeningen met paarden.
De kerk wordt vernoemd in verschillende historische documenten die teruggaan tot de twaalfde eeuw. Van de oorspronkelijke romaanse kerk is niets terug te vinden want ze werd herbouwd tussen 1671 en 1675. De klassieke gevel wordt bekroond door een timpaan met een oculus. Voor de gevel werd een trap gebouwd. De gevel is versierd met vier bakstenen pilaren en heeft bovenaan een rechthoekig venster. De toegangsdeur is ook voorzien van een timpaan.
Het interieur bestaat uit een beuk die vroeger een altaar had met het veelluik “Madonna met Kind en heiligen” van Andrea di Vanni met een predella van de hand van Giovanni di Paolo met scènes uit het leven van de heilige Stefanus en een Kruisiging. Het werk is nu ondergebracht in het Battistero di Siena. Op de zijaltaren was er links een Maria-Visitatie van Rutilio Manetti en rechts een houten beeld ven de heilige Bartholomeus van Giàcomo del Tonghio. In de apsis was er een Piëta van Antonio Buonfigli, die nu zwaar beschadigd is. De werken van Manetti en Buonfigli zijn eveneens overgebracht naar het baptisterium.